# زیروانی
زیرَوانی (به کُردی: زێره‌ڤانی، Zêrevanî، به معنی پاسداری) نام گروه ویژه‌ای از نیروهای مسلح در کردستان عراق است که بخشی از پیشمرگه‌ها (نیروی مسلح اقلیم کردستان عراق) به‌شمار می‌آیند.
گروه زیروانی زیر کنترل وزارت داخله کردستان عراق قرار دارد و وظیفه آن تأمین امنیت ساختمان‌ها و دارایی‌های دولتی و پشتیبانی از پلیس و ارتش است.
در ژوئن ۲۰۰۸، رزگار رضا چوچانی، روزنامه‌نگار کرد که دربارهٔ فساد اداری و مالی در سازمان زیروانی گزارش داده‌بود از سوی زیروانی احضار شد و پس از رفتن به اداره اطلاعات زیروانی از سوم ژوئن آن سال ناپدید شده‌است. این امر اعتراض سازمان عفو بین‌الملل به گروه زیروانی را در برداشت و عفو بین‌الملل این سازمان را متهم به آدم‌ربایی می‌کند.
تمرینات نظامی زیروانی از نوامبر ۲۰۰۹ توسط پلیس ایتالیا و همراه با پلیس فدرال عراق آغاز شد.